# Paryż-Roubaix 2021
Paryż-Roubaix 2021 – 118. edycja wyścigu kolarskiego Paryż-Roubaix, która odbyła się 3 października 2021 na liczącej ponad 257 kilometrów trasie z Compiègne do Roubaix. Impreza kategorii 1.UWT była częścią UCI World Tour 2021.

## Uczestnicy

### Drużyny
| WorldTeams (19)- AG2R Citroën Team - Astana-Premier Tech - Bahrain Victorious - Bora-Hansgrohe - Cofidis - Deceuninck-Quick Step - EF Education-Nippo - Groupama-FDJ - Ineos Grenadiers - Intermarché-Wanty-Gobert Matériaux - Israel Start-Up Nation - Jumbo-Visma - Lotto Soudal - Movistar Team - Qhubeka NextHash - Team BikeExchange - Team DSM - Trek-Segafredo - UAE Team Emirates ProTeams (6)- Alpecin-Fenix - Arkéa-Samsic - B&B Hotels p/b KTM - Bingoal Pauwels Sauces WB - Delko - TotalEnergies |
| |

### Lista startowa
| Lotto-Soudal LTS | Lotto-Soudal LTS         | Lotto-Soudal LTS |
| ---------------- | ------------------------ | ---------------- |
| Nr               | Kolarz                   | Miejsce          |
| 1                | Philippe Gilbert (BEL)   | 29.              |
| 2                | Florian Vermeersch (BEL) | 2.               |
| 3                | Frederik Frison (BEL)    | 92.              |
| 4                | Sébastien Grignard (BEL) | OTL              |
| 5                | Harry Sweeny (AUS)       | 39.              |
| 6                | Tosh Van der Sande (BEL) | 37.              |
| 7                | John Degenkolb (GER)     | 51.              |

| Bora-Hansgrohe BOH | Bora-Hansgrohe BOH                  | Bora-Hansgrohe BOH |
| ------------------ | ----------------------------------- | ------------------ |
| Nr                 | Kolarz                              | Miejsce            |
| 11                 | Peter Sagan (SVK) (szosa)           | 55.                |
| 12                 | Nils Politt (GER)                   | DNF                |
| 13                 | Maciej Bodnar (POL)                 | OTL                |
| 14                 | Jordi Meeus (BEL)                   | 87.                |
| 15                 | Daniel Oss (ITA)                    | DNF                |
| 16                 | Juraj Sagan (SVK)                   | 72.                |
| 17                 | Maximilian Schachmann (GER) (szosa) | 75.                |

| Deceuninck-Quick Step DQT | Deceuninck-Quick Step DQT | Deceuninck-Quick Step DQT |
| ------------------------- | ------------------------- | ------------------------- |
| Nr                        | Kolarz                    | Miejsce                   |
| 21                        | Yves Lampaert (BEL)       | 5.                        |
| 22                        | Kasper Asgreen (DEN)      | 66.                       |
| 23                        | Davide Ballerini (ITA)    | DNF                       |
| 24                        | Tim Declercq (BEL)        | 67.                       |
| 25                        | Florian Sénéchal (FRA)    | 69.                       |
| 26                        | Zdeněk Štybar (CZE)       | 26.                       |
| 27                        | Bert Van Lerberghe (BEL)  | 54.                       |

| Jumbo-Visma TJV | Jumbo-Visma TJV             | Jumbo-Visma TJV |
| --------------- | --------------------------- | --------------- |
| Nr              | Kolarz                      | Miejsce         |
| 31              | Wout van Aert (BEL) (szosa) | 7.              |
| 32              | Edoardo Affini (ITA)        | 80.             |
| 33              | Pascal Eenkhoorn (NED)      | DNF             |
| 34              | Dylan Groenewegen (NED)     | 79.             |
| 35              | Timo Roosen (NED) (szosa)   | 61.             |
| 36              | Mike Teunissen (NED)        | 83.             |
| 37              | Nathan Van Hooydonck (BEL)  | 22.             |

| Israel Start-Up Nation ISN | Israel Start-Up Nation ISN       | Israel Start-Up Nation ISN |
| -------------------------- | -------------------------------- | -------------------------- |
| Nr                         | Kolarz                           | Miejsce                    |
| 41                         | Sep Vanmarcke (BEL)              | 23.                        |
| 42                         | Rudy Barbier (FRA)               | 88.                        |
| 43                         | Jenthe Biermans (BEL)            | 45.                        |
| 44                         | Guillaume Boivin (CAN) (szosa)   | 9.                         |
| 45                         | Hugo Hofstetter (FRA)            | DNF                        |
| 46                         | Mads Würtz Schmidt (DEN) (szosa) | DNF                        |
| 47                         | Tom Van Asbroeck (BEL)           | 8.                         |

| Alpecin-Fenix AFC | Alpecin-Fenix AFC            | Alpecin-Fenix AFC |
| ----------------- | ---------------------------- | ----------------- |
| Nr                | Kolarz                       | Miejsce           |
| 51                | Mathieu van der Poel (NED)   | 3.                |
| 52                | Silvan Dillier (SUI) (szosa) | 47.               |
| 53                | Senne Leysen (BEL)           | DNF               |
| 54                | Tim Merlier (BEL)            | 46.               |
| 55                | Jasper Philipsen (BEL)       | DNF               |
| 56                | Jonas Rickaert (BEL)         | 43.               |
| 57                | Gianni Vermeersch (BEL)      | 15.               |

| Trek-Segafredo TFS | Trek-Segafredo TFS         | Trek-Segafredo TFS |
| ------------------ | -------------------------- | ------------------ |
| Nr                 | Kolarz                     | Miejsce            |
| 61                 | Jasper Stuyven (BEL)       | 25.                |
| 62                 | Alex Kirsch (LUX)          | DNF                |
| 63                 | Emīls Liepiņš (LAT)        | 94.                |
| 64                 | Mads Pedersen (DEN)        | DNF                |
| 65                 | Quinn Simmons (USA)        | DNF                |
| 66                 | Toms Skujiņš (LAT) (szosa) | 42.                |
| 67                 | Edward Theuns (BEL)        | DNF                |

| Bahrain Victorious TBV | Bahrain Victorious TBV        | Bahrain Victorious TBV |
| ---------------------- | ----------------------------- | ---------------------- |
| Nr                     | Kolarz                        | Miejsce                |
| 71                     | Sonny Colbrelli (ITA) (szosa) | 1.                     |
| 72                     | Marco Haller (AUT)            | 17.                    |
| 73                     | Heinrich Haussler (AUS)       | 10.                    |
| 74                     | Jonathan Milan (ITA)          | DNF                    |
| 75                     | Matej Mohorič (SLO) (szosa)   | DNF                    |
| 76                     | Marcel Sieberg (GER)          | DNF                    |
| 77                     | Fred Wright (GBR)             | 49.                    |

| AG2R Citroën Team ACT | AG2R Citroën Team ACT   | AG2R Citroën Team ACT |
| --------------------- | ----------------------- | --------------------- |
| Nr                    | Kolarz                  | Miejsce               |
| 81                    | Greg Van Avermaet (BEL) | 32.                   |
| 82                    | Stan Dewulf (BEL)       | 56.                   |
| 83                    | Lawrence Naesen (BEL)   | 73.                   |
| 84                    | Oliver Naesen (BEL)     | 50.                   |
| 85                    | Michael Schär (SUI)     | DNF                   |
| 86                    | Damien Touzé (FRA)      | DNF                   |
| 87                    | Gijs Van Hoecke (BEL)   | DNF                   |

| Groupama-FDJ GFC | Groupama-FDJ GFC      | Groupama-FDJ GFC |
| ---------------- | --------------------- | ---------------- |
| Nr               | Kolarz                | Miejsce          |
| 91               | Arnaud Démare (FRA)   | 34.              |
| 92               | Clément Davy (FRA)    | 35.              |
| 93               | Stefan Küng (SUI)     | DNF              |
| 94               | Olivier Le Gac (FRA)  | DNF              |
| 95               | Fabian Lienhard (SUI) | DNF              |
| 96               | Ramon Sinkeldam (NED) | OTL              |
| 97               | Jake Stewart (GBR)    | DNF              |

| EF Education-Nippo EFN | EF Education-Nippo EFN    | EF Education-Nippo EFN |
| ---------------------- | ------------------------- | ---------------------- |
| Nr                     | Kolarz                    | Miejsce                |
| 101                    | Michael Valgren (DEN)     | DNF                    |
| 102                    | Stefan Bissegger (SUI)    | 60.                    |
| 103                    | Mitchell Docker (AUS)     | DNF                    |
| 104                    | Sebastian Langeveld (NED) | 16.                    |
| 105                    | Jonas Rutsch (GER)        | 11.                    |
| 106                    | Thomas Scully (NZL)       | 78.                    |
| 107                    | Julius van den Berg (NED) | 59.                    |

| Cofidis COF | Cofidis COF               | Cofidis COF |
| ----------- | ------------------------- | ----------- |
| Nr          | Kolarz                    | Miejsce     |
| 111         | Christophe Laporte (FRA)  | 6.          |
| 112         | Piet Allegaert (BEL)      | 85.         |
| 113         | Tom Bohli (SUI)           | 70.         |
| 114         | Jean-Pierre Drucker (LUX) | DNF         |
| 115         | Eddy Finé (FRA)           | 91.         |
| 116         | André Carvalho (POR)      | DNF         |
| 117         | Szymon Sajnok (POL)       | 82.         |

| UAE Team Emirates UAD | UAE Team Emirates UAD      | UAE Team Emirates UAD |
| --------------------- | -------------------------- | --------------------- |
| Nr                    | Kolarz                     | Miejsce               |
| 121                   | Alexander Kristoff (NOR)   | 14.                   |
| 122                   | Mikkel Bjerg (DEN)         | 76.                   |
| 123                   | Sven Erik Bystrøm (NOR)    | DNF                   |
| 124                   | Fernando Gaviria (COL)     | DNF                   |
| 125                   | Vegard Stake Laengen (NOR) | DNF                   |
| 126                   | Rui Oliveira (POR)         | DNF                   |
| 127                   | Matteo Trentin (ITA)       | DNF                   |

| Ineos Grenadiers IGD | Ineos Grenadiers IGD     | Ineos Grenadiers IGD |
| -------------------- | ------------------------ | -------------------- |
| Nr                   | Kolarz                   | Miejsce              |
| 131                  | Dylan van Baarle (NED)   | OTL                  |
| 132                  | Leonardo Basso (ITA)     | DNF                  |
| 133                  | Owain Doull (GBR)        | 58.                  |
| 134                  | Michał Gołaś (POL)       | DNF                  |
| 135                  | Michał Kwiatkowski (POL) | 68.                  |
| 136                  | Gianni Moscon (ITA)      | 4.                   |
| 137                  | Luke Rowe (GBR)          | 65.                  |

| TotalEnergies TDE | TotalEnergies TDE          | TotalEnergies TDE |
| ----------------- | -------------------------- | ----------------- |
| Nr                | Kolarz                     | Miejsce           |
| 141               | Anthony Turgis (FRA)       | 13.               |
| 142               | Niki Terpstra (NED)        | OTL               |
| 143               | Edvald Boasson Hagen (NOR) | 30.               |
| 144               | Florian Maitre (FRA)       | OTL               |
| 145               | Adrien Petit (FRA)         | 74.               |
| 146               | Geoffrey Soupe (FRA)       | DNF               |
| 147               | Dries Van Gestel (BEL)     | 31.               |

| BikeExchange BEX | BikeExchange BEX              | BikeExchange BEX |
| ---------------- | ----------------------------- | ---------------- |
| Nr               | Kolarz                        | Miejsce          |
| 151              | Luke Durbridge (AUS)          | 52.              |
| 152              | Jack Bauer (NZL)              | 64.              |
| 153              | Sam Bewley (NZL)              | DNF              |
| 154              | Christopher Juul-Jensen (DEN) | DNF              |
| 155              | Barnabás Peák (HUN)           | DNF              |
| 156              | Robert Stannard (AUS)         | 81.              |

| Delko DKO | Delko DKO                 | Delko DKO |
| --------- | ------------------------- | --------- |
| Nr        | Kolarz                    | Miejsce   |
| 161       | Evaldas Šiškevicius (LTU) | 33.       |
| 162       | Pierre Barbier (FRA)      | DNF       |
| 163       | Clément Carisey (FRA)     | DNF       |
| 164       | Alexandre Delettre (FRA)  | DNF       |
| 165       | August Jensen (NOR)       | DNF       |
| 166       | Dušan Rajović (SRB)       | DNF       |
| 167       | Julien Trarieux (FRA)     | DNF       |

| Team DSM DSM | Team DSM DSM               | Team DSM DSM |
| ------------ | -------------------------- | ------------ |
| Nr           | Kolarz                     | Miejsce      |
| 171          | Søren Kragh Andersen (DEN) | 24.          |
| 172          | Nikias Arndt (GER)         | DNF          |
| 173          | Cees Bol (NED)             | 48.          |
| 174          | Nils Eekhoff (NED)         | 44.          |
| 175          | Max Kanter (GER)           | DNF          |
| 176          | Casper Pedersen (DEN)      | DNF          |
| 177          | Jasha Sütterlin (GER)      | DNF          |

| Intermarché-Wanty-Gobert Matériaux IWG | Intermarché-Wanty-Gobert Matériaux IWG | Intermarché-Wanty-Gobert Matériaux IWG |
| -------------------------------------- | -------------------------------------- | -------------------------------------- |
| Nr                                     | Kolarz                                 | Miejsce                                |
| 181                                    | Taco van der Hoorn (NED)               | 40.                                    |
| 182                                    | Aimé De Gendt (BEL)                    | DNF                                    |
| 183                                    | Tom Devriendt (BEL)                    | DNF                                    |
| 184                                    | Wesley Kreder (NED)                    | 77.                                    |
| 185                                    | Baptiste Planckaert (BEL)              | 19.                                    |
| 186                                    | Kévin Van Melsen (BEL)                 | DNF                                    |
| 187                                    | Pieter Vanspeybrouck (BEL)             | DNF                                    |

| Qhubeka NextHash TQA | Qhubeka NextHash TQA              | Qhubeka NextHash TQA |
| -------------------- | --------------------------------- | -------------------- |
| Nr                   | Kolarz                            | Miejsce              |
| 191                  | Victor Campenaerts (BEL)          | DNF                  |
| 192                  | Dimitri Claeys (BEL)              | DNF                  |
| 193                  | Simon Clarke (AUS)                | 53.                  |
| 194                  | Michael Gogl (AUT)                | DNF                  |
| 195                  | Reinardt Janse van Rensburg (RSA) | 86.                  |
| 196                  | Giacomo Nizzolo (ITA)             | DNF                  |
| 197                  | Max Walscheid (GER)               | 12.                  |

| Movistar Team MOV | Movistar Team MOV         | Movistar Team MOV |
| ----------------- | ------------------------- | ----------------- |
| Nr                | Kolarz                    | Miejsce           |
| 201               | Iván García Cortina (ESP) | 27.               |
| 202               | Gabriel Cullaigh (GBR)    | DNF               |
| 203               | Imanol Erviti (ESP)       | DNF               |
| 204               | Juri Hollmann (GER)       | DNF               |
| 205               | Mathias Norsgaard (DEN)   | 84.               |
| 206               | Matteo Jorgenson (USA)    | 63.               |
| 207               | Lluís Mas (ESP)           | 93.               |

| Arkéa-Samsic ARK | Arkéa-Samsic ARK        | Arkéa-Samsic ARK |
| ---------------- | ----------------------- | ---------------- |
| Nr               | Kolarz                  | Miejsce          |
| 211              | Connor Swift (GBR)      | 28.              |
| 212              | Amaury Capiot (BEL)     | 18.              |
| 213              | Benjamin Declercq (BEL) | DNF              |
| 214              | Daniel McLay (GBR)      | DNF              |
| 215              | Christophe Noppe (BEL)  | 89.              |
| 216              | Clément Russo (FRA)     | 71.              |
| 217              | Bram Welten (NED)       | 41.              |

| Astana-Premier Tech APT | Astana-Premier Tech APT          | Astana-Premier Tech APT |
| ----------------------- | -------------------------------- | ----------------------- |
| Nr                      | Kolarz                           | Miejsce                 |
| 221                     | Hugo Houle (CAN)                 | DNF                     |
| 222                     | Gleb Brusienski (KAZ)            | DNF                     |
| 223                     | Jewgienij Fiodorow (KAZ) (szosa) | DNF                     |
| 224                     | Jewgienij Gidicz (KAZ)           | DNF                     |
| 225                     | Dmitrij Gruzdiew (KAZ)           | DNF                     |
| 226                     | Davide Martinelli (ITA)          | OTL                     |
| 227                     | Benjamin Perry (CAN)             | OTL                     |

| B&B Hotels p/b KTM BBK | B&B Hotels p/b KTM BBK    | B&B Hotels p/b KTM BBK |
| ---------------------- | ------------------------- | ---------------------- |
| Nr                     | Kolarz                    | Miejsce                |
| 231                    | Bert De Backer (BEL)      | 38.                    |
| 232                    | Jens Debusschere (BEL)    | DNF                    |
| 233                    | Quentin Jauregui (FRA)    | DNF                    |
| 234                    | Jérémy Lecroq (FRA)       | DNF                    |
| 235                    | Cyril Lemoine (FRA)       | 57.                    |
| 236                    | Luca Mozzato (ITA)        | 20.                    |
| 237                    | Jonas Van Genechten (BEL) | DNF                    |

| Bingoal Pauwels Sauces WB BWB | Bingoal Pauwels Sauces WB BWB | Bingoal Pauwels Sauces WB BWB |
| ----------------------------- | ----------------------------- | ----------------------------- |
| Nr                            | Kolarz                        | Miejsce                       |
| 241                           | Laurenz Rex (BEL)             | 21.                           |
| 242                           | Jonas Castrique (BEL)         | DNF                           |
| 243                           | Timothy Dupont (BEL)          | 90.                           |
| 244                           | Arjen Livyns (BEL)            | 62.                           |
| 245                           | Tom Paquot (BEL)              | OTL                           |
| 246                           | Ludovic Robeet (BEL)          | 36.                           |
| 247                           | Tom Wirtgen (LUX)             | OTL                           |

| Lotto-Soudal LTS | Lotto-Soudal LTS         | Lotto-Soudal LTS |
| ---------------- | ------------------------ | ---------------- |
| Nr               | Kolarz                   | Miejsce          |
| 1                | Philippe Gilbert (BEL)   | 29.              |
| 2                | Florian Vermeersch (BEL) | 2.               |
| 3                | Frederik Frison (BEL)    | 92.              |
| 4                | Sébastien Grignard (BEL) | OTL              |
| 5                | Harry Sweeny (AUS)       | 39.              |
| 6                | Tosh Van der Sande (BEL) | 37.              |
| 7                | John Degenkolb (GER)     | 51.              |

| Bora-Hansgrohe BOH | Bora-Hansgrohe BOH                  | Bora-Hansgrohe BOH |
| ------------------ | ----------------------------------- | ------------------ |
| Nr                 | Kolarz                              | Miejsce            |
| 11                 | Peter Sagan (SVK) (szosa)           | 55.                |
| 12                 | Nils Politt (GER)                   | DNF                |
| 13                 | Maciej Bodnar (POL)                 | OTL                |
| 14                 | Jordi Meeus (BEL)                   | 87.                |
| 15                 | Daniel Oss (ITA)                    | DNF                |
| 16                 | Juraj Sagan (SVK)                   | 72.                |
| 17                 | Maximilian Schachmann (GER) (szosa) | 75.                |

| Deceuninck-Quick Step DQT | Deceuninck-Quick Step DQT | Deceuninck-Quick Step DQT |
| ------------------------- | ------------------------- | ------------------------- |
| Nr                        | Kolarz                    | Miejsce                   |
| 21                        | Yves Lampaert (BEL)       | 5.                        |
| 22                        | Kasper Asgreen (DEN)      | 66.                       |
| 23                        | Davide Ballerini (ITA)    | DNF                       |
| 24                        | Tim Declercq (BEL)        | 67.                       |
| 25                        | Florian Sénéchal (FRA)    | 69.                       |
| 26                        | Zdeněk Štybar (CZE)       | 26.                       |
| 27                        | Bert Van Lerberghe (BEL)  | 54.                       |

| Jumbo-Visma TJV | Jumbo-Visma TJV             | Jumbo-Visma TJV |
| --------------- | --------------------------- | --------------- |
| Nr              | Kolarz                      | Miejsce         |
| 31              | Wout van Aert (BEL) (szosa) | 7.              |
| 32              | Edoardo Affini (ITA)        | 80.             |
| 33              | Pascal Eenkhoorn (NED)      | DNF             |
| 34              | Dylan Groenewegen (NED)     | 79.             |
| 35              | Timo Roosen (NED) (szosa)   | 61.             |
| 36              | Mike Teunissen (NED)        | 83.             |
| 37              | Nathan Van Hooydonck (BEL)  | 22.             |

| Israel Start-Up Nation ISN | Israel Start-Up Nation ISN       | Israel Start-Up Nation ISN |
| -------------------------- | -------------------------------- | -------------------------- |
| Nr                         | Kolarz                           | Miejsce                    |
| 41                         | Sep Vanmarcke (BEL)              | 23.                        |
| 42                         | Rudy Barbier (FRA)               | 88.                        |
| 43                         | Jenthe Biermans (BEL)            | 45.                        |
| 44                         | Guillaume Boivin (CAN) (szosa)   | 9.                         |
| 45                         | Hugo Hofstetter (FRA)            | DNF                        |
| 46                         | Mads Würtz Schmidt (DEN) (szosa) | DNF                        |
| 47                         | Tom Van Asbroeck (BEL)           | 8.                         |

| Alpecin-Fenix AFC | Alpecin-Fenix AFC            | Alpecin-Fenix AFC |
| ----------------- | ---------------------------- | ----------------- |
| Nr                | Kolarz                       | Miejsce           |
| 51                | Mathieu van der Poel (NED)   | 3.                |
| 52                | Silvan Dillier (SUI) (szosa) | 47.               |
| 53                | Senne Leysen (BEL)           | DNF               |
| 54                | Tim Merlier (BEL)            | 46.               |
| 55                | Jasper Philipsen (BEL)       | DNF               |
| 56                | Jonas Rickaert (BEL)         | 43.               |
| 57                | Gianni Vermeersch (BEL)      | 15.               |

| Trek-Segafredo TFS | Trek-Segafredo TFS         | Trek-Segafredo TFS |
| ------------------ | -------------------------- | ------------------ |
| Nr                 | Kolarz                     | Miejsce            |
| 61                 | Jasper Stuyven (BEL)       | 25.                |
| 62                 | Alex Kirsch (LUX)          | DNF                |
| 63                 | Emīls Liepiņš (LAT)        | 94.                |
| 64                 | Mads Pedersen (DEN)        | DNF                |
| 65                 | Quinn Simmons (USA)        | DNF                |
| 66                 | Toms Skujiņš (LAT) (szosa) | 42.                |
| 67                 | Edward Theuns (BEL)        | DNF                |

| Bahrain Victorious TBV | Bahrain Victorious TBV        | Bahrain Victorious TBV |
| ---------------------- | ----------------------------- | ---------------------- |
| Nr                     | Kolarz                        | Miejsce                |
| 71                     | Sonny Colbrelli (ITA) (szosa) | 1.                     |
| 72                     | Marco Haller (AUT)            | 17.                    |
| 73                     | Heinrich Haussler (AUS)       | 10.                    |
| 74                     | Jonathan Milan (ITA)          | DNF                    |
| 75                     | Matej Mohorič (SLO) (szosa)   | DNF                    |
| 76                     | Marcel Sieberg (GER)          | DNF                    |
| 77                     | Fred Wright (GBR)             | 49.                    |

| AG2R Citroën Team ACT | AG2R Citroën Team ACT   | AG2R Citroën Team ACT |
| --------------------- | ----------------------- | --------------------- |
| Nr                    | Kolarz                  | Miejsce               |
| 81                    | Greg Van Avermaet (BEL) | 32.                   |
| 82                    | Stan Dewulf (BEL)       | 56.                   |
| 83                    | Lawrence Naesen (BEL)   | 73.                   |
| 84                    | Oliver Naesen (BEL)     | 50.                   |
| 85                    | Michael Schär (SUI)     | DNF                   |
| 86                    | Damien Touzé (FRA)      | DNF                   |
| 87                    | Gijs Van Hoecke (BEL)   | DNF                   |

| Groupama-FDJ GFC | Groupama-FDJ GFC      | Groupama-FDJ GFC |
| ---------------- | --------------------- | ---------------- |
| Nr               | Kolarz                | Miejsce          |
| 91               | Arnaud Démare (FRA)   | 34.              |
| 92               | Clément Davy (FRA)    | 35.              |
| 93               | Stefan Küng (SUI)     | DNF              |
| 94               | Olivier Le Gac (FRA)  | DNF              |
| 95               | Fabian Lienhard (SUI) | DNF              |
| 96               | Ramon Sinkeldam (NED) | OTL              |
| 97               | Jake Stewart (GBR)    | DNF              |

| EF Education-Nippo EFN | EF Education-Nippo EFN    | EF Education-Nippo EFN |
| ---------------------- | ------------------------- | ---------------------- |
| Nr                     | Kolarz                    | Miejsce                |
| 101                    | Michael Valgren (DEN)     | DNF                    |
| 102                    | Stefan Bissegger (SUI)    | 60.                    |
| 103                    | Mitchell Docker (AUS)     | DNF                    |
| 104                    | Sebastian Langeveld (NED) | 16.                    |
| 105                    | Jonas Rutsch (GER)        | 11.                    |
| 106                    | Thomas Scully (NZL)       | 78.                    |
| 107                    | Julius van den Berg (NED) | 59.                    |

| Cofidis COF | Cofidis COF               | Cofidis COF |
| ----------- | ------------------------- | ----------- |
| Nr          | Kolarz                    | Miejsce     |
| 111         | Christophe Laporte (FRA)  | 6.          |
| 112         | Piet Allegaert (BEL)      | 85.         |
| 113         | Tom Bohli (SUI)           | 70.         |
| 114         | Jean-Pierre Drucker (LUX) | DNF         |
| 115         | Eddy Finé (FRA)           | 91.         |
| 116         | André Carvalho (POR)      | DNF         |
| 117         | Szymon Sajnok (POL)       | 82.         |

| UAE Team Emirates UAD | UAE Team Emirates UAD      | UAE Team Emirates UAD |
| --------------------- | -------------------------- | --------------------- |
| Nr                    | Kolarz                     | Miejsce               |
| 121                   | Alexander Kristoff (NOR)   | 14.                   |
| 122                   | Mikkel Bjerg (DEN)         | 76.                   |
| 123                   | Sven Erik Bystrøm (NOR)    | DNF                   |
| 124                   | Fernando Gaviria (COL)     | DNF                   |
| 125                   | Vegard Stake Laengen (NOR) | DNF                   |
| 126                   | Rui Oliveira (POR)         | DNF                   |
| 127                   | Matteo Trentin (ITA)       | DNF                   |

| Ineos Grenadiers IGD | Ineos Grenadiers IGD     | Ineos Grenadiers IGD |
| -------------------- | ------------------------ | -------------------- |
| Nr                   | Kolarz                   | Miejsce              |
| 131                  | Dylan van Baarle (NED)   | OTL                  |
| 132                  | Leonardo Basso (ITA)     | DNF                  |
| 133                  | Owain Doull (GBR)        | 58.                  |
| 134                  | Michał Gołaś (POL)       | DNF                  |
| 135                  | Michał Kwiatkowski (POL) | 68.                  |
| 136                  | Gianni Moscon (ITA)      | 4.                   |
| 137                  | Luke Rowe (GBR)          | 65.                  |

| TotalEnergies TDE | TotalEnergies TDE          | TotalEnergies TDE |
| ----------------- | -------------------------- | ----------------- |
| Nr                | Kolarz                     | Miejsce           |
| 141               | Anthony Turgis (FRA)       | 13.               |
| 142               | Niki Terpstra (NED)        | OTL               |
| 143               | Edvald Boasson Hagen (NOR) | 30.               |
| 144               | Florian Maitre (FRA)       | OTL               |
| 145               | Adrien Petit (FRA)         | 74.               |
| 146               | Geoffrey Soupe (FRA)       | DNF               |
| 147               | Dries Van Gestel (BEL)     | 31.               |

| BikeExchange BEX | BikeExchange BEX              | BikeExchange BEX |
| ---------------- | ----------------------------- | ---------------- |
| Nr               | Kolarz                        | Miejsce          |
| 151              | Luke Durbridge (AUS)          | 52.              |
| 152              | Jack Bauer (NZL)              | 64.              |
| 153              | Sam Bewley (NZL)              | DNF              |
| 154              | Christopher Juul-Jensen (DEN) | DNF              |
| 155              | Barnabás Peák (HUN)           | DNF              |
| 156              | Robert Stannard (AUS)         | 81.              |

| Delko DKO | Delko DKO                 | Delko DKO |
| --------- | ------------------------- | --------- |
| Nr        | Kolarz                    | Miejsce   |
| 161       | Evaldas Šiškevicius (LTU) | 33.       |
| 162       | Pierre Barbier (FRA)      | DNF       |
| 163       | Clément Carisey (FRA)     | DNF       |
| 164       | Alexandre Delettre (FRA)  | DNF       |
| 165       | August Jensen (NOR)       | DNF       |
| 166       | Dušan Rajović (SRB)       | DNF       |
| 167       | Julien Trarieux (FRA)     | DNF       |

| Team DSM DSM | Team DSM DSM               | Team DSM DSM |
| ------------ | -------------------------- | ------------ |
| Nr           | Kolarz                     | Miejsce      |
| 171          | Søren Kragh Andersen (DEN) | 24.          |
| 172          | Nikias Arndt (GER)         | DNF          |
| 173          | Cees Bol (NED)             | 48.          |
| 174          | Nils Eekhoff (NED)         | 44.          |
| 175          | Max Kanter (GER)           | DNF          |
| 176          | Casper Pedersen (DEN)      | DNF          |
| 177          | Jasha Sütterlin (GER)      | DNF          |

| Intermarché-Wanty-Gobert Matériaux IWG | Intermarché-Wanty-Gobert Matériaux IWG | Intermarché-Wanty-Gobert Matériaux IWG |
| -------------------------------------- | -------------------------------------- | -------------------------------------- |
| Nr                                     | Kolarz                                 | Miejsce                                |
| 181                                    | Taco van der Hoorn (NED)               | 40.                                    |
| 182                                    | Aimé De Gendt (BEL)                    | DNF                                    |
| 183                                    | Tom Devriendt (BEL)                    | DNF                                    |
| 184                                    | Wesley Kreder (NED)                    | 77.                                    |
| 185                                    | Baptiste Planckaert (BEL)              | 19.                                    |
| 186                                    | Kévin Van Melsen (BEL)                 | DNF                                    |
| 187                                    | Pieter Vanspeybrouck (BEL)             | DNF                                    |

| Qhubeka NextHash TQA | Qhubeka NextHash TQA              | Qhubeka NextHash TQA |
| -------------------- | --------------------------------- | -------------------- |
| Nr                   | Kolarz                            | Miejsce              |
| 191                  | Victor Campenaerts (BEL)          | DNF                  |
| 192                  | Dimitri Claeys (BEL)              | DNF                  |
| 193                  | Simon Clarke (AUS)                | 53.                  |
| 194                  | Michael Gogl (AUT)                | DNF                  |
| 195                  | Reinardt Janse van Rensburg (RSA) | 86.                  |
| 196                  | Giacomo Nizzolo (ITA)             | DNF                  |
| 197                  | Max Walscheid (GER)               | 12.                  |

| Movistar Team MOV | Movistar Team MOV         | Movistar Team MOV |
| ----------------- | ------------------------- | ----------------- |
| Nr                | Kolarz                    | Miejsce           |
| 201               | Iván García Cortina (ESP) | 27.               |
| 202               | Gabriel Cullaigh (GBR)    | DNF               |
| 203               | Imanol Erviti (ESP)       | DNF               |
| 204               | Juri Hollmann (GER)       | DNF               |
| 205               | Mathias Norsgaard (DEN)   | 84.               |
| 206               | Matteo Jorgenson (USA)    | 63.               |
| 207               | Lluís Mas (ESP)           | 93.               |

| Arkéa-Samsic ARK | Arkéa-Samsic ARK        | Arkéa-Samsic ARK |
| ---------------- | ----------------------- | ---------------- |
| Nr               | Kolarz                  | Miejsce          |
| 211              | Connor Swift (GBR)      | 28.              |
| 212              | Amaury Capiot (BEL)     | 18.              |
| 213              | Benjamin Declercq (BEL) | DNF              |
| 214              | Daniel McLay (GBR)      | DNF              |
| 215              | Christophe Noppe (BEL)  | 89.              |
| 216              | Clément Russo (FRA)     | 71.              |
| 217              | Bram Welten (NED)       | 41.              |

| Astana-Premier Tech APT | Astana-Premier Tech APT          | Astana-Premier Tech APT |
| ----------------------- | -------------------------------- | ----------------------- |
| Nr                      | Kolarz                           | Miejsce                 |
| 221                     | Hugo Houle (CAN)                 | DNF                     |
| 222                     | Gleb Brusienski (KAZ)            | DNF                     |
| 223                     | Jewgienij Fiodorow (KAZ) (szosa) | DNF                     |
| 224                     | Jewgienij Gidicz (KAZ)           | DNF                     |
| 225                     | Dmitrij Gruzdiew (KAZ)           | DNF                     |
| 226                     | Davide Martinelli (ITA)          | OTL                     |
| 227                     | Benjamin Perry (CAN)             | OTL                     |

| B&B Hotels p/b KTM BBK | B&B Hotels p/b KTM BBK    | B&B Hotels p/b KTM BBK |
| ---------------------- | ------------------------- | ---------------------- |
| Nr                     | Kolarz                    | Miejsce                |
| 231                    | Bert De Backer (BEL)      | 38.                    |
| 232                    | Jens Debusschere (BEL)    | DNF                    |
| 233                    | Quentin Jauregui (FRA)    | DNF                    |
| 234                    | Jérémy Lecroq (FRA)       | DNF                    |
| 235                    | Cyril Lemoine (FRA)       | 57.                    |
| 236                    | Luca Mozzato (ITA)        | 20.                    |
| 237                    | Jonas Van Genechten (BEL) | DNF                    |

| Bingoal Pauwels Sauces WB BWB | Bingoal Pauwels Sauces WB BWB | Bingoal Pauwels Sauces WB BWB |
| ----------------------------- | ----------------------------- | ----------------------------- |
| Nr                            | Kolarz                        | Miejsce                       |
| 241                           | Laurenz Rex (BEL)             | 21.                           |
| 242                           | Jonas Castrique (BEL)         | DNF                           |
| 243                           | Timothy Dupont (BEL)          | 90.                           |
| 244                           | Arjen Livyns (BEL)            | 62.                           |
| 245                           | Tom Paquot (BEL)              | OTL                           |
| 246                           | Ludovic Robeet (BEL)          | 36.                           |
| 247                           | Tom Wirtgen (LUX)             | OTL                           |

Legenda: DNF – nie ukończył, OTL – przekroczył limit czasu, DNS – nie wystartował, DSQ – zdyskwalifikowany.

## Klasyfikacja generalna
| \| Klasyfikacja generalna \| Klasyfikacja generalna \| Klasyfikacja generalna \| Klasyfikacja generalna \| Klasyfikacja generalna \| \| Kolarz \| Kolarz \| Państwo \| Drużyna \| Czas \| \| ---------------------- \| ---------------------- \| ---------------------- \| ---------------------------------- \| ---------------------- \| \| 1. \| Sonny Colbrelli \| Włochy \| Bahrain Victorious \| 6h 01' 57" \| \| 2. \| Florian Vermeersch \| Belgia \| Lotto-Soudal \| + 0" \| \| 3. \| Mathieu van der Poel \| Holandia \| Alpecin-Fenix \| + 0" \| \| 4. \| Gianni Moscon \| Włochy \| Ineos Grenadiers \| + 44" \| \| 5. \| Yves Lampaert \| Belgia \| Deceuninck-Quick Step \| + 1' 16" \| \| 6. \| Christophe Laporte \| Francja \| Cofidis \| + 1' 16" \| \| 7. \| Wout van Aert \| Belgia \| Jumbo-Visma \| + 1' 16" \| \| 8. \| Tom Van Asbroeck \| Belgia \| Israel Start-Up Nation \| + 1' 16" \| \| 9. \| Guillaume Boivin \| Kanada \| Israel Start-Up Nation \| + 1' 16" \| \| 10. \| Heinrich Haussler \| Australia \| Bahrain Victorious \| + 1' 16" \| \| 11. \| Jonas Rutsch \| Niemcy \| EF Education-Nippo \| + 1' 16" \| \| 12. \| Max Walscheid \| Niemcy \| Qhubeka NextHash \| + 3' 17" \| \| 13. \| Anthony Turgis \| Francja \| TotalEnergies \| + 3' 17" \| \| 14. \| Alexander Kristoff \| Norwegia \| UAE Team Emirates \| + 4' 40" \| \| 15. \| Gianni Vermeersch \| Belgia \| Alpecin-Fenix \| + 4' 40" \| \| 16. \| Sebastian Langeveld \| Holandia \| EF Education-Nippo \| + 4' 45" \| \| 17. \| Marco Haller \| Austria \| Bahrain Victorious \| + 6' 21" \| \| 18. \| Amaury Capiot \| Belgia \| Arkéa-Samsic \| + 6' 21" \| \| 19. \| Baptiste Planckaert \| Belgia \| Intermarché-Wanty-Gobert Matériaux \| + 6' 21" \| \| 20. \| Luca Mozzato \| Włochy \| B&B Hotels p/b KTM \| + 6' 21" \| |                      |           |                                    |            |
| |                      |           |                                    |            |
| Źródło: ProCyclingStats |                      |           |                                    |            |
| Klasyfikacja generalna |                      |           |                                    |            |
| Kolarz | Kolarz               | Państwo   | Drużyna                            | Czas       |
| 1. | Sonny Colbrelli      | Włochy    | Bahrain Victorious                 | 6h 01' 57" |
| 2. | Florian Vermeersch   | Belgia    | Lotto-Soudal                       | + 0"       |
| 3. | Mathieu van der Poel | Holandia  | Alpecin-Fenix                      | + 0"       |
| 4. | Gianni Moscon        | Włochy    | Ineos Grenadiers                   | + 44"      |
| 5. | Yves Lampaert        | Belgia    | Deceuninck-Quick Step              | + 1' 16"   |
| 6. | Christophe Laporte   | Francja   | Cofidis                            | + 1' 16"   |
| 7. | Wout van Aert        | Belgia    | Jumbo-Visma                        | + 1' 16"   |
| 8. | Tom Van Asbroeck     | Belgia    | Israel Start-Up Nation             | + 1' 16"   |
| 9. | Guillaume Boivin     | Kanada    | Israel Start-Up Nation             | + 1' 16"   |
| 10. | Heinrich Haussler    | Australia | Bahrain Victorious                 | + 1' 16"   |
| 11. | Jonas Rutsch         | Niemcy    | EF Education-Nippo                 | + 1' 16"   |
| 12. | Max Walscheid        | Niemcy    | Qhubeka NextHash                   | + 3' 17"   |
| 13. | Anthony Turgis       | Francja   | TotalEnergies                      | + 3' 17"   |
| 14. | Alexander Kristoff   | Norwegia  | UAE Team Emirates                  | + 4' 40"   |
| 15. | Gianni Vermeersch    | Belgia    | Alpecin-Fenix                      | + 4' 40"   |
| 16. | Sebastian Langeveld  | Holandia  | EF Education-Nippo                 | + 4' 45"   |
| 17. | Marco Haller         | Austria   | Bahrain Victorious                 | + 6' 21"   |
| 18. | Amaury Capiot        | Belgia    | Arkéa-Samsic                       | + 6' 21"   |
| 19. | Baptiste Planckaert  | Belgia    | Intermarché-Wanty-Gobert Matériaux | + 6' 21"   |
| 20. | Luca Mozzato         | Włochy    | B&B Hotels p/b KTM                 | + 6' 21"   |